# 刘永行
刘永行（1948年6月—），四川成都新津区人，东方希望集团董事长。

## 生平
1991年，刘氏兄弟在成都组建饲料公司——新希望集团，刘永行任董事长。几年后，希望集团成为中国最大的民营企业集团。1995年，刘永行用分得的13家公司组建为东方希望集团并担任公司董事长。1999年，把东方希望集团总部从成都迁往上海浦东。2008年10月，他以204亿人民币位列福布斯中国富豪榜第一位。

## 荣誉
- 2001年，刘永行与兄弟被《福布斯》评为“中国大陆最成功商人排行榜第一名”。
- 2002年，2001“CCTV中国经济十大年度人物”和“搜狐十大财经人物”。
- 2003年9月，获得“中国光彩事业奖章”。
- 2005年1月，被《民营经济报》评为“2004年度中国民营经济十大风云人物”。
- 2005年7月，被“中国财富论坛2005”评为“2005中国最具影响力的财富人物”。
- 2006年5月，被《当代经理人》杂志和北京大学民营经济研究院评为“十大创业领袖”。
- 2006年5月，被浦东新区工商联评为“浦东新区慈善之星”。
- 2006年8月，被“爱国者”品牌中国总评榜评为“中国25大功勋品牌人物”。
- 2008年4月，被世界杰出华商协会评为“2008中华财富领袖”。[2]

## 头衔
- 上海市四川商会荣誉会长
- 中国农业大学兼职教授、MBA导师
- 浦东新区政协常委